# مردم سیکیمی
مردم سیکیمی (انگلیسی: Sikkimese people) یا سیکیمی‌ها، مردمی هستند که در ایالت سیکیم هند سکونت دارند. بارزیت تنوع قومی سیکیم توسط لو-مون-تسونگ-سوم (Lho-Mon-Tsong-Tsum) نمایان می‌شود که خاستگاه سه نژاد از زمان قرن هفده را نشان می‌دهد. واژهٔ لو (Lho) به مردم بوتیا (Lhopo) اشاره دارد و به مفهوم مردم جنوبی است که از تبت جنوبی کوچ کرده‌است و واژهٔ مون (Mon) به مردم لپچا یا رونگ (Rong) اشاره می‌کند که در مناطق پست هیمالیای شرقی زندگی می‌کردند و واژهٔ تسونگ (Tsong) به مردم لیمبو، طایفه دیگری از سیکیم اشاره دارد.